# Cladochoristella bryani
Cladochoristella bryani is een fossiele soort schietmot uit de familie Cladochoristidae.